# Przygody Ali Baby i czterdziestu rozbójników
Przygody Ali Baby i czterdziestu rozbójników (ros. Приключения Али-Бабы и сорока разбойников, Prikluczenija Ali-Baby i soroka razbojnikow, ang. Alibaba Aur 40 Chor, Alibaba Aur Chalis Chor, hindi अलीबाबा और चलीस चोर) – radziecko-indyjski, bollywoodzki film z 1980 roku wyreżyserowany przez Łatifa Fajzijewa i Umesha Mehrę.

## Obsada
- Dharmendra – Ali Baba
- Hema Malini – Mardżina
- Zeenat Aman – Fatima
- Prem Chopra – Shamsher
- Zakir Muchamiedżanow – Jusuf, ojciec Ali Baby
- Sofiko Cziaureli – Zamira, matka Ali Baby
- Madan Puri – ojciec Fatimy
- Jakub Achmiedow – Kasim, brat Ali Baby
- Rołan Bykow – Abu Hasan, władca Gualbadu - herszt rozbójników
- Chodża Durdy Narlijew
- Frunzik Mkrtczian – Mustafa

## Muzyka i piosenki
Muzykę do filmu skomponował Rahul Dev Burman, nagrodzony za  1942: A Love Story, Masoom, Sanam Teri Kasam. Twórca muzyki m.in. do takich filmów jak   Parinda,  Shakti, Deewaar, Caravan, czy Sholay i Seeta Aur Geeta.
1. Jadugar Jadoo Kar Jayega
2. Khatuba
3. Sare Shaher Mein
4. Aaja Sar – E – Bazar
5. Quamat

## Nagrody
- Nagroda za scenografię na III Wszechzwiązkowym Festiwalu Filmowym w Duszanbe (1980)[1].

## Wersja polska
- Reżyseria dubbingu: Ryszard Sobolewski
- Tekst: Elżbieta Włodarczyk
- Dźwięk: Grzegorz Sielski
- Montaż: Henryka Gniewkowska
- Kierownictwo produkcji: Bożena Dębowska

Głosów użyczyli:
- Stanisław Kwaśniak jako Ali Baba
- Hanna Molenda-Woźniak jako Mardżina
- Janusz Kubicki jako Abu Hasan, władca Gulabadu - herszt rozbójników
- Kazimierz Iwiński jako Jusuf, ojciec Ali Baby
- Jan Peszek jako Kasim, brat Ali Baby
- Zofia Tomaszewska jako Zamira, matka Ali Baby

Źródło: